# Tandsbyn
Tandsbyn es una localidad ubicada en el Municipio de Östersund en la Provincia de Jämtland, Suecia, casi 20 km sur de Östersund.